# Ashton United FC
Ashton United FC (celým názvem: Ashton United Football Club) je anglický fotbalový klub, který sídlí ve městě Ashton-under-Lyne v metropolitním hrabství Greater Manchester. Založen byl v roce 1878 pod názvem Hurst FC. Od sezóny 2018/19 hraje v National League North (6. nejvyšší soutěž).
Své domácí zápasy odehrává na stadionu Hurst Cross s kapacitou 4 500 diváků.

## Historické názvy
Zdroj: 
- 1878 – Hurst FC (Hurst Football Club)
- 1946 – Ashton United FC (Ashton United Football Club)

## Získané trofeje
- Manchester Senior Cup ( 4× )
  - 1884/85, 1913/14, 1975/76, 1977/78
- Manchester Premier Cup ( 6× )
  - 1981/80, 1982/83, 1991/92, 2000/01, 2001/02, 2002/03

## Úspěchy v domácích pohárech
Zdroj: 
- FA Cup
  - 1. kolo: 1952/53, 1955/56
- FA Trophy
  - Čtvrtfinále: 1996/97
- FA Vase
  - 4. kolo: 1992/93

## Umístění v jednotlivých sezonách
Stručný přehled
Zdroj: 
- 1912–1913: Lancashire Combination (Division Two)
- 1913–1915: Lancashire Combination (Division One)
- 1919–1923: Lancashire Combination
- 1923–1948: Cheshire County League
- 1948–1961: Lancashire Combination (Division One)
- 1961–1962: Lancashire Combination (Division Two)
- 1962–1964: Lancashire Combination (Division One)
- 1964–1966: Midland Football League
- 1966–1968: Lancashire Combination (Division Two)
- 1968–1978: Cheshire County League
- 1978–1982: Cheshire County League (Division One)
- 1982–1984: North West Counties League (Division One)
- 1984–1988: North West Counties League (Division Two)
- 1988–1992: North West Counties League (Division One)
- 1992–2002: Northern Premier League (Division One)
- 2002–2004: Northern Premier League (Premier Division)
- 2004–2005: Conference North
- 2005–2018: Northern Premier League (Premier Division)
- 2018– : National League North

Jednotlivé ročníky
Zdroj: 
Legenda: Z - zápasy, V - výhry, R - remízy, P - porážky, VG - vstřelené góly, OG - obdržené góly, +/- - rozdíl skóre, B - body, červené podbarvení - sestup, zelené podbarvení - postup, fialové podbarvení - reorganizace, změna skupiny či soutěže
| Sezóny  | Liga                                       | Úroveň | Z  | V  | R  | P  | VG | OG | +/- | B  | Pozice |
| ------- | ------------------------------------------ | ------ | -- | -- | -- | -- | -- | -- | --- | -- | ------ |
| 2009/10 | Northern Premier League (Premier Division) | 7      | 38 | 15 | 6  | 17 | 48 | 63 | -15 | 51 | 12.    |
| 2010/11 | Northern Premier League (Premier Division) | 7      | 42 | 16 | 5  | 21 | 57 | 62 | -5  | 53 | 14.    |
| 2011/12 | Northern Premier League (Premier Division) | 7      | 42 | 15 | 8  | 19 | 61 | 67 | -6  | 53 | 12.    |
| 2012/13 | Northern Premier League (Premier Division) | 7      | 42 | 15 | 14 | 13 | 71 | 66 | +5  | 59 | 10.    |
| 2013/14 | Northern Premier League (Premier Division) | 7      | 46 | 24 | 8  | 14 | 92 | 62 | +30 | 80 | 5.     |
| 2014/15 | Northern Premier League (Premier Division) | 7      | 46 | 24 | 12 | 10 | 75 | 54 | +21 | 84 | 3.     |
| 2015/16 | Northern Premier League (Premier Division) | 7      | 46 | 26 | 9  | 11 | 90 | 52 | +38 | 87 | 4.     |
| 2016/17 | Northern Premier League (Premier Division) | 7      | 46 | 19 | 11 | 16 | 85 | 78 | +7  | 68 | 11.    |
| 2017/18 | Northern Premier League (Premier Division) | 7      | 46 | 23 | 13 | 10 | 85 | 59 | +26 | 82 | 2.     |
| 2018/19 | National League North                      | 6      | 42 | 9  | 8  | 25 | 43 | 86 | -43 | 34 | 20.    |
| 2019/20 | Northern Premier League (Premier Division) | 7      | 29 | 10 | 7  | 12 | 40 | 45 | -5  | 30 | 17.    |
| 2020/21 | Northern Premier League (Premier Division) | 7      | 7  | 1  | 2  | 4  | 5  | 13 | -8  | 5  | 19.    |
| 2021/22 | Northern Premier League (Premier Division) | 7      | 42 | 13 | 12 | 17 | 50 | 59 | -9  | 51 | 14.    |
| 2022/23 | Northern Premier League (Premier Division) | 7      | 42 | 16 | 8  | 18 | 58 | 64 | -6  | 53 | 14.    |
| 2023/24 | Northern Premier League (Premier Division) | 7      | 40 | 19 | 10 | 11 | 73 | 63 | +10 | 67 | 7.     |